# Fischerbach (Steyr)
Der Fischerbach, am Unterlauf Himmlitzer Bach oder Alte Steyr, ist ein rechter Zufluss der Steyr bei der Stadt Steyr in Oberösterreich.

## Lauf
Der Fischerbach entspringt beim Ort Saaß, der zu Aschach und Garsten gehört, noch auf Aschacher Gemeindegebiet. Er rinnt dann aber als kleiner Wiesenbach weitgehend durch den Nordwesten von Garsten, zuerst nordwestwärts durch den Saaßer Forst nach Schwaming, dann ostwärts zwischen Pergern und Tinsting nach Rosenegg. Er passiert Schloss Rosenegg mit seinem Fischteich. Kurz danach, an der Gemeindegrenze zu Steyr, vereint er sich nach 7 Kilometern Lauf mit dem Ablauf der Steyr beim Krugl-Wehr. Dieser und der folgende Lauf wird auch Himmlitzer Bach oder Alte Steyr genannt. Die weiteren knapp 2 km rinnt er durch den Christkindler Ortsteil Unterhimmel entlang der Unterhimmler Au (Himmlitzer Au) und mündet zwischen Steyr-Wehrgraben und Christkindlsiedlung, kurz nach der Ausleitung des Wehrgrabens am St. Anna-Wehr, in den Hauptlauf der Steyr.

## Hydrographie und Geschichte
Der Unterlauf ist ein natürlicher Altarm des hier verzopften Laufs der Steyr, der schon seit dem Mittelalter oder der frühen Neuzeit als Mühlkanal genutzt wurde. Es wird hydrographisch auch als Alte Steyr [I] geführt. Daneben findet sich früher auch Wehrgraben (zu ‚Stau-Wehr‘), wie auch für den heute noch so genannten Kanal in Steyrdorf.
Der Name Himmlitzer Bach leitet sich wohl von himmlitzen ,Wetterleuchten‘ ab (die anderen -himmel-Ortsnamen hier werden aber zu Himmel offene ‚Flur‘ in Bezug auf den Kirchberg von Christkindl gestellt).
Unterhimmel mit dem Mühlkanal war ein wichtiges Gewerbegebiet. Hier befanden sich die Papiermühle Unterhimmel (1636 gegründet), ein Hammerwerk (Kupferhammer vor 1787, dann Sensenwerk bis 1799) und das Drahtzugwerk der Werndl’schen Waffenfabrik Steyr (Steyr-Werke, 1874 errichtet). Um 1850 waren – ohne das Werndlwerk – insgesamt fünf Wasserräder am Bach verzeichnet. 1889 wurde die Steyrtalbahn (heute Museumsbahn) durch die Unterhimmler Au erbaut, sie quert die Alte Steyr knapp unterhalb der Ausleitung und knapp oberhalb Mündung.
Der Fischerbach mündete noch im 18. Jahrhundert oberhalb des Krugl-Wehr nördlich von Schloss Rosenegg in die Steyrauen, und wurde dann dem Himmlitzer Bach zugeleitet.
Die letzten 300 Meter der Mündung wurden schon im frühen 19. Jahrhundert ein Überlauferinne, mit einem Hochwasserschutzdamm der Steyr oberhalb vom St.-Anna-Wehr, von dem ein breites Entlastungsgerinne von Norden kommt. Dieser letzte Abschnitt des Bachs ist breit und ohne sonderliche Strömung.
Heute ist die Unterhimmler Au zwischen dem Bach und der Steyr ein wichtiges Naturschutz-, Naherholungs- und Hochwasserschutzgebiet, hier wurden seit den 2000ern Verbesserungsmaßnahme gesetzt.
2009 wurde im Zuge der Anlage des Geschiebefang-Nebengerinnes in der Unterhimmler Au auch der Dreihanslbach als Gerinne zur Steyr wieder geöffnet. 2015 wurde das Kruglwehr (1993 als Ersatz für ein altes Holzwehr neu errichtet) mit einem naturnahen Umgehungsgerinne ausgestattet, sodass der Himmlitzerbach heute auch mit Oberwasser dieses Wehrs gespeist wird.